# 樹林口
樹林口，是新北市淡水區的一個地名，位於該區中部偏東南，範圍大致為樹興里中部、坪頂里北端。

## 歷史
台灣清治末期至日治前期，樹林口地區為一街庄，稱為「樹林口庄」，隸屬於芝蘭三堡。該庄北與北投仔庄、水梘頭庄為鄰，東與興福藔庄為鄰，南邊為三空泉庄，西邊為竿蓁林庄、庄仔內庄。
1901年（日治明治三十四年）11月，該庄隸屬於臺北廳，編入第二十六區。1906年（明治三十九年）1月，第二十六區、二十七區的部分街庄合併為「水梘頭區」，該庄屬之。1920年（大正九年），該庄改制為「樹林口」大字，隸屬於臺北州淡水郡淡水街。
戰後淡水街改制為淡水鎮，隸屬於臺北縣，大字亦改制為里。2010年12月，臺北縣升格為新北市，淡水鎮亦改制為淡水區。

## 交通
鄉道北3線橫向經過本地區東部，往北可前往竿蓁林水源里，往南可前往吳仔厝。